# Nadja Hüpscher
Nadja Hüpscher (Nijmegen, 23 maart 1972) is een Nederlands actrice en schrijfster.

## Biografie
Hüpscher studeerde Culturele Bedrijfsvoering aan de Hogeschool voor de Kunsten in Amsterdam en deed daarnaast aan amateurtoneel. Tijdens haar studie speelde ze in Hufters & hofdames van Eddy Terstall. Daarna speelde ze in veel van zijn films een prominente rol, onder andere in De boekverfilming, waarvoor zij in 1999 een Gouden Kalf voor beste actrice ontving. In 2004 speelde ze de rol van dochter Joy van het titelpersonage in Simon, de film die op het Nederlands Film Festival van 2008 achter Zwartboek op de tweede plaats van beste Nederlandse films aller tijden belandde. In 2008 werd zij genomineerd voor een Gouden Kalf voor haar rol in de film Dennis P. van Pieter Kuijpers.
Naast het acteren was Hüpscher regieassistent van Arno Dierickx voor de film Bloedbroeders en de serie Deadline. Daarna ging zij eigen voorstellingen maken.

## Ambassadeur
Haar boek Geluk is met een K gaat over haar gezin in de tijd dat haar man als gevolg van kanker ernstig ziek was. Het motiveerde haar zich in te zetten voor de omgang met de emotionele gevolgen van deze ziekte. Sinds 2021 is zij ambassadeur van het Helen Dowling Instituut.

## Publicaties
- Nadja Hüpscher: In het wild. Amsterdam, Atlas Contact, 2013. ISBN 9789025441821
- Nadja Hüpscher: Geluk is met een K. Amsterdam, Lebowski Publishers, 2020. ISBN 9789048856930

## Prijzen
- 1999: Gouden Kalf - Beste actrice

## Trivia
- Begin 2007 was Hüpscher te zien als een van de deelnemers aan de zevende serie van Wie is de Mol? van de AVRO. Hüpscher viel in de 7e aflevering af. In 2020 nam zij deel aan de Wie is de Mol?-jubileumeditie, waarin zij de tweede afvaller was.

- Gemeinsame Normdatei: 136899560
- International Standard Name Identifier: 0000 0003 8717 9009
- Nederlandse Thesaurus van Auteursnamen: 240045572
- Virtual International Authority File: 280068581
- WorldCat: E39PBJyrQq8DdPbP97PvXjGCQq